# Wan-Hsuan Yao-Weyrauch
Wan-Hsuan Yao-Weyrauch (chinesisch 姚莞萱, Pinyin Yáo Wănxuān) (* 1956 in Taipeh) ist eine deutsche Germanistin, Sprachpädagogin und Publizistin chinesischer Herkunft.

## Leben
Yao-Weyrauchs Eltern stammten aus der chinesischen Provinz Fujian und ließen sich infolge des chinesischen Bürgerkriegs in Taipeh nieder. Nach abgeschlossenem Diplom-Studium der Germanistik an der Katholischen Fu-Jen-Universität in Taipeh arbeitete sie zunächst als Dolmetscherin und nahm eine Assistenztätigkeit beim Deutschen Kulturinstitut wahr. 1981 setzte sie ihr Germanistikstudium der Justus-Liebig-Universität Gießen fort. 1982 gründete sie gemeinsam mit anderen Studierenden aus Taiwan einen chinesischen Studentenverein. Ihre Ausbildung als Germanistin beendete sie 1989 mit der Promotion.
Bei ihrem zweijährigen Aufenthalt im zentralchinesischen Wuhan beschäftigte sie sich mit der Literaturgeschichte der Ming- und der Qing-Dynastie.
1992 wurde sie Lehrbeauftragte für die chinesische Sprache am Sinologischen Seminar der Rheinischen Friedrich-Wilhelms-Universität Bonn unter der Leitung von Wolfgang Kubin.
Zwischen 2005 und 2014 unterrichtete sie Chinesisch an Gießener Gymnasien. Hierbei baute sie 2009 eine Schulpartnerschaft der Herderschule Gießen mit der Pekinger High School affiliated to Beijing Normal University auf und konzipierte ein Curriculum des Lehrfachs Chinesisch für das Land Hessen. Dadurch wurde die Herderschule als erste hessische Schule berechtigt, Chinesisch als 3. Fremdsprache zu unterrichten. Yao-Weyrauch führte zudem Schülergruppen nach China. Ab 2014 war Yao-Weyrauch Lehrbeauftragte an dem von Susanne Göpferich-Görnert geführten Zentrum für fremdsprachliche und berufsfeldorientierte Kompetenzen (ZfbK) der Justus-Liebig-Universität Gießen.
Ehrenamtlich engagierte sie sich im Bereich der Integration von Migranten, etwa als Gießener Gesundheitslotsin. In diesem Zusammenhang unterrichtete sie schließlich Deutsch als Fremdsprache.
2005 bis 2020 stand sie dem von ihr gegründeten Longtai Verlag vor, der den Schwerpunkt seines Büchersortiments auf Ostasienthemen legt.
In ihren eigenen Buchveröffentlichungen widmete sie sich der Phraseologie und Parömiologie.
Yao-Weyrauch wurde 2013 als Zeitzeugin des Projekts Gedächtnis der Nation zu ihrer Vita befragt.

## Familie
Wan-Hsuan Yao-Weyrauch ist seit 1982 mit dem promovierten Juristen Thomas Weyrauch verheiratet und hat zwei Kinder.

## Eigene Schriften, Übersetzungswerke und Tonträger
- Wan-Hsuan Yao-Weyrauch: Die Rolle der Frau im deutschen und chinesischen Sprichwort. Diss. phil. Gießen. 1989.
- Wan-Hsuan Yao-Weyrauch: Die Rolle der Frau im deutschen und chinesischen Sprichwort. Ausgabe der Buchreihe „Chinathemen“, Hg. Prof. Dr. Helmut Martin, Bd. 55. Bochum, Universitätsverlag Dr. N. Brockmeyer, 1990, ISBN 3-88339-837-3.
- Wolfgang Kubin, Ma Shude Weltkulturgeschichte: Deutschland (Buchbeiträge von 1992). Peking, Universitätsverlag der Sprach- und Kultur-Universität, 1998, ISBN 7-5619-0605-6.
- Shan Shan Wei-Blank: Wei Jingsheng: Mein Leben für die Demokratie (Buchbeiträge, Übersetzung). Reinbek bei Hamburg, Rowohlt, 1995, ISBN 3-499-13941-3.
- Deutsche Eichordnung (Übersetzung 1996). Auftraggeber: Hsinchu Industrie-Forschungspark, Hsinchu, Taiwan.
- Radiosendung mit Wei Jingsheng Es gibt nichts, was mich zum Schweigen bringen könnte, Hessischer Rundfunk, HR 1, Dolmetschertätigkeit, Ausstrahlung 21.05.1998.
- Gunnar Köhne: Die Zukunft der Menschenrechte (Übersetzung eines Buchbeitrages), Reinbek bei Hamburg, Rowohlt, 1998, ISBN 3-499-22238-8.
- Wan-Hsuan Yao-Weyrauch: „Frauen zählen nicht als Menschen“. Chinesische Sprichwörter über das weibliche Geschlecht. Heuchelheim, Longtai, 2006, ISBN 3-938946-03-2.
- Zhongguo Bao 中囯报, Chinazeitung der Herderschule Gießen, hg. von Dr. Yao-Weyrauch. Quartalhefte 2006 bis 2010. Herderschule, Gießen, 2006 ff.
- Musik-CDs (2007, 2008) mit Weihnachtsliedern in chinesischer Sprache, einstudiert von Dr. Yao-Weyrauch, gesungen von den Chinesischschülern der Herderschule Gießen und musikalisch begleitet von Hermann Joseph Wehner.
- Weitere Artikel und Übersetzungen u. a. für die Zeitschriften, Ouzhou Ribao (Paris – London), Zhongyang Ribao (Taipeh).[22]